# كوهي ميشيما
كوهي ميشيما (باليابانية: 三島 康平) (مواليد 15 أبريل 1987)، هو لاعب كرة قدم ياباني سابق كان يلعب كمهاجم.

## وصلات خارجية
- كوهي ميشيما على موقع رابطة كرة القدم اليابانية للمحترفين (اليابانية)
- كوهي ميشيما على موقع قاعدة بيانات كرة القدم.إي يو (الإنجليزية)
- كوهي ميشيما على موقع Soccerway.com (الإنجليزية)
- كوهي ميشيما على موقع عالم كرة القدم.نت (الإنجليزية)
- كوهي ميشيما على موقع كووورة